# Against the Day
Against the Day – powieść Thomasa Pynchona wydana w 2006 nominowana do Bad Sex in Fiction Award.
Książka spotkała się z bardzo rozbieżnymi opiniami krytyków. Część z nich (np. recenzent New York Times) krytykowała ponad tysiącstronnicową (1085 stron pierwszym wydaniu) powieść za wtórność.
W Polsce Against the Day zostanie wydane nakładem wydawnictwa Nowa Proza.